# Aljaž Bedene
Aljaž Bedene (Liubliana, Eslovenia, 18 de julio de 1989) es un extenista profesional esloveno, ganador de siete títulos Challenger en individuales y uno de dobles.
Representó a Eslovenia desde que se convirtió en profesional hasta 2015. El 26 de marzo de 2015, se le concedió la ciudadanía de Reino Unido a Bedene y representó a Reino Unido hasta el 2017, cuando volvió a jugar por su país natal luego de que su inscripción al equipo británico de Copa Davis fuera rechazada

## Carrera

### 2011
Sin contar la Copa Davis, compitió en su primer torneo ATP en 2011 cuando disputó el Torneo de Viena, Austria. Llegó a la segunda ronda donde perdió por 6-4, 4-6, 1-6 contra el alemán Tommy Haas.
Ganó su primer título en el ATP Challenger Series cuando se hizo con el Challenger de Barletta derrotando en la final al local Filippo Volandri.

### 2012
Bedene llega por primera vez a cuartos de final de un torneo ATP. Fue en el Torneo de Viena y cayó derrotado ante el cabeza de serie n.º 2, Janko Tipsarević por 2-6, 2-4, ret.
En el circuito ATP Challenger Series realiza su mejor participación en este año haciéndose con cuatro títulos más.

### 2013
Bedene hizo su primera aparición en una semifinal ATP durante este año. Fue en el Chennai Open derrotando al cabeza de serie n.º 6 Robin Haase en la segunda ronda y al cabeza de serie n.º 4 Stanislas Wawrinka en cuartos de final. En la semifinal perdió contra el cabeza de serie n.º 2 Janko Tipsarević por 6-4, 2-6, 2-6.
En el Abierto de Australia 2013 jugó su primer torneo de Grand Slam. Perdió 6-4, 3-6, 5-7, 6-7 en la primera ronda contra Benjamin Becker.
En el torneo BNP Paribas Open en Indian Wells jugó en el cuadro principal de la serie ATP Masters 1000 por primera vez en su carrera. Perdió 4-6, 3-6 en la primera ronda contra Fabio Fognini.
En el Masters de Miami llegó a la segunda ronda de la serie Masters 1000 por primera vez en su carrera. Perdió 5-7, 7-5, 5-7 contra Andreas Seppi.
En el Abierto de Francia jugó su segundo torneo de Grand Slam. Perdió 2-6, 2-6, 3-6 en la primera ronda anta Jo-Wilfried Tsonga. En dobles masculino en asociación con Grega Zemlja perdieron 5-7, 1-6 contra Aisam-ul-Haq Qureshi y Jean-Julien Rojer en la segunda ronda. Esta es la primera victoria histórica en primera ronda de dobles del Grand Slam de hombres eslovenos.
En el Campeonato de Wimbledon jugó su tercer torneo de Grand Slam. Nuevamente en pareja junto a su compatriota Grega Zemlja en dobles perdieron 3-6, 4-6, 7-5, 6-7 contra Sanchai Ratiwatana y Sonchat Ratiwatana en primera ronda. En el Abierto de EE. UU. del año 2013, jugó en su cuarto torneo de Grand Slam. Perdió 5-7, 6-4, 3-6, 0-6 en la primera ronda ante Dmitri Tursúnov.

### 2015
A partir del año en 2015 Aircel Chennai Open, después de pasar sobre la fase de clasificación, Bedene llegó a las semifinales al derrotar a Lukáš Lacko, al cabeza de serie n.º 2 Feliciano López y al cabeza de serie n.º 5 Guillermo García López. En la semifinal, venció al cabeza de serie n.º 3 y buen amigo Roberto Bautista Agut en tres sets. Con esta impresionante victoria, hizo la primera final ATP en su carrera, pero perdió ante Stanislas Wawrinka por 3-6, 4-6.
En el Abierto de Australia, Bedene enfrentó n.º 1 del mundo Novak Djokovic en la primera ronda, pero perdió en sets corridos.

## Títulos ATP (0; 0+0)

### Individuales (0)
| Leyenda                         |
| ------------------------------- |
| Grand Slam (0)                  |
| ATP World Tour Finals (0)       |
| ATP World Tour Masters 1000 (0) |
| ATP World Tour 500 (0)          |
| ATP World Tour 250 (0)          |

#### Finalista (4)
| N.º | Fecha                    | Torneo       | Superficie    | Oponente en la final | Marcador final      |
| --- | ------------------------ | ------------ | ------------- | -------------------- | ------------------- |
| 1.  | 11 de enero de 2015      | Chennai      | Dura          | Stanislas Wawrinka   | 3-6, 4-6            |
| 2.  | 30 de abril de 2017      | Budapest     | Tierra batida | Lucas Pouille        | 3-6, 1-6            |
| 3.  | 18 de febrero de 2018    | Buenos Aires | Tierra batida | Dominic Thiem        | 2-6, 4-6            |
| 4.  | 22 de septiembre de 2019 | Metz         | Dura (i)      | Jo-Wilfried Tsonga   | 7-6(4), 6-7(4), 3-6 |

## ATP Challenger Tour

### Individuales

#### Títulos (16)
| N.º | Fecha      | Torneo                         | Superficie    | Oponente en la final | Marcador final   |
| --- | ---------- | ------------------------------ | ------------- | -------------------- | ---------------- |
| 1.  | 28.03.2011 | Challenger de Barletta         | Tierra batida | Filippo Volandri     | 7-5, 6-3         |
| 2.  | 03.03.2012 | Challenger de Casablanca       | Tierra batida | Nicolas Devilder     | 7-6(6), 7-6(4)   |
| 3.  | 08.04.2012 | Challenger de Barletta (2)     | Tierra batida | Potito Starace       | 6-2, 6-0         |
| 4.  | 16.06.2012 | Challenger de Košice           | Tierra batida | Simon Greul          | 7-6(3), 6-2      |
| 5.  | 29.07.2012 | Challenger de Wuhan            | Dura          | Josselin Ouanna      | 6–3, 4–6, 6–3    |
| 6.  | 11.05.2013 | Challenger de Roma-2           | Tierra batida | Filippo Volandri     | 6-4, 6-2         |
| 7.  | 15.09.2013 | Challenger de Banja Luka       | Tierra batida | Diego Schwartzman    | 6–3, 6-4         |
| 8.  | 06.07.2014 | Challenger de Todi             | Tierra batida | Marton Fucsovics     | 2-6, 7-6(4), 6-4 |
| 9.  | 23.03.2015 | Challenger de Irving           | Dura          | Tim Smyczek          | 7–6(3), 3–6, 6–3 |
| 10. | 09.05.2015 | Challenger de Roma             | Tierra batida | Adam Pavlásek        | 7–5, 6–2         |
| 11. | 12.07.2015 | Challenger de Todi (2)         | Tierra batida | Nicolas Kicker       | 7-6(3), 6-4      |
| 12. | 19.03.2017 | Challenger de Irving (2)       | Dura          | Mijaíl Kukushkin     | 6-4, 3-6, 6-1    |
| 13. | 09.04.2017 | Challenger de Sophia Antípolis | Tierra batida | Benoît Paire         | 6-2, 6-2         |
| 14. | 16.04.2017 | Challenger de Barletta (3)     | Tierra batida | Gastão Elias         | 7-6(4), 6-3      |
| 15. | 30.09.2018 | Challenger de Orléans          | Dura (i)      | Antoine Hoang        | 4-6, 6-1, 7-6(6) |
| 16. | 18.08.2019 | Challenger de Portoroz         | Dura          | Viktor Đurasović     | 7-5, 6-3         |

#### Finalista (1)
| N.º | Fecha      | Torneo               | Superficie    | Oponente en la final | Marcador final |
| --- | ---------- | -------------------- | ------------- | -------------------- | -------------- |
| 1.  | 22-07-2012 | Challenger de Anning | Tierra batida | Grega Žemlja         | 6-1, 5-7, 3-6  |

### Dobles

#### Títulos (1)
| N.º | Fecha      | Torneo    | Superficie    | Pareja       | Oponente en la final          | Marcador final      |
| --- | ---------- | --------- | ------------- | ------------ | ----------------------------- | ------------------- |
| 1.  | 18-09-2011 | Liubliana | Tierra batida | Grega Žemlja | Roberto Bautista Iván Navarro | 6-3, 6-7(10), 12-10 |